# Nikola Debelić
Nikola Debelić (Zagreb, 24. studenoga 1934. – Zagreb, 28. lipnja 2020.) bio je hrvatski dirigent, glazbenik, sveučilišni profesor i diplomat.

## Životopis
Rođen u Zagrebu. Sin je veterinarskog stručnjaka, mikrobiologa iz Prkovaca Šime Debelića i pijanistice Vlaste r. Lorković. Godinu ranije rodio mu se brat Mladen, poslije poznati hrvatsko-njemački liječnik pulmolog i alergolog. Kad se Nikola rodio, otac Šima onda je još bio docent, a poslije je postao redovni profesor na Veterinarskom fakultetu u Zagrebu, autor mnogih znanstvenih članaka. Poslije je otac bio voditelj Odsjeka za veterinarstvo pri vladi Banovine Hrvatske, a u Vladi NDH na gospodarskim poslovima. Pred dolazak Titovih partizana u Zagreb 8. svibnja, nije pobjegao kao ostali članovi ustaške Vlade, nego je ostao u gradu raditi svoj svakodnevni posao. Nove jugokomunističke vlasti uhitile su ga 17. svibnja 1945. u Zagrebu i ubile na Savskoj cesti u Zagrebu, krajem svibnja 1945.
Mati Vlasta, bila je kći Ivana Lorkovića i sestra Mladena Lorkovića.
Nikola Debelić oženio se Katarinom rođ. Smoje, profesoricom kemije. Otac je dvojice sinova, Berislava Šimuna i Ivana Stanislava.
Umro je u Zagrebu 28. lipnja 2020. godine.

## Dirigentski rad
Dirigiranje studirao u Beogradu, Sarajevu, Salzburgu, New Yorku (Fulbright) i Londonu (British Council), magisterij znanosti. Dvostruki počasni doktorat.
Dobitnik II. nagrade na Međunarodnom dirigentskom natjecanju u Besançonu (Fr.) 1961.
Dirigent Opere u Sarajevu (1958 - 1971).

Ravnatelj i dirigent Simfonijskog orkestra Dubrovnik (1971. – 1979.).

Dirigent Opere HNK u Zagrebu (1979 - 1987.).

Profesor i dekan Pedagoškog fakulteta u Puli, osnivač i umjetnički ravnatelj Istarskog glazbenog ljeta i Istarskog simfonijskog orkestra (1986 - 1992). 
Kao gost dirigirao u većini europskih zemalja i SAD.
Sa Simfonijskim orkestrom Dubrovnik ostvario opsežne turneje: 
1974. Švicarska, Njemačka, Belgija, Nizozemska.

1975 i 1978 u suradnji s Agencijom Columbia Artists Man. iz New Yorka organizirao dvo- i tromjesečnu turneju po SAD i Kanadi (preko 120 koncerata, solisti Vladimir Krpan, Ivo Pogorelić, Valter Dešpalj...) što su vjerojatno najopsežnije turneje

jednog hrvatskog, tada i jugoslavenskog, orkestra u SAD.

Dobitnik plakete Hrvatskog društva glazbenih umjetnika 1998. godine, povodom 40. godišnjice rada.

## Javna djelatnost
Prvi veleposlanik RH u Rumunjskoj (1992 – 1996).

Generalni konzul RH u Zapadnoj Australiji (1997 – 2000).

Prvi počasni doktor Muzičke Akademije u Bukureštu.

Počasni doktor Muzičke Akademije u Cluj - Napoci.

Počasni građanin grada Cluj - Napoca i hrvatskih općina Karašova i Lupac.

Za svoje zasluge u razvijanju gospodarskih veza primio od ministra vanjskih poslova Rumunjske 'Kristalni Globus'.
Predsjednik Nadzornog odbora Hrvatskog diplomatskog kluba od osnutka 2001 do 2010 g.
Redoviti član Viteškog reda Sv. Lazara Jeruzalemskog, Družbe "Braća Hrvatskoga Zmaja", Hrvatske Paneuropske unije i dr.
Nositelj odličja Reda Danice hrvatske s likom Marka Marulića, Reda hrvatskog trolista i Spomenice domovinske zahvalnosti.

## Vanjske poveznice
- Hrvatski diplomatski klub - Nikola Debelić[neaktivna poveznica]
- Dr Šimun Debelić
- Povijest zavoda  Arhivirana inačica izvorne stranice od 17. studenoga 2009. (Wayback Machine)
- Veterinari  Arhivirana inačica izvorne stranice od 3. ožujka 2016. (Wayback Machine)
- Hrvatsko narodno kazalište u Zagrebu